# James Cahill (Kunsthistoriker)
James Cahill (geb. 13. August 1926 in Fort Bragg, Kalifornien; gest. 14. Februar 2014 in Berkeley, Kalifornien) war ein US-amerikanischer Kunsthistoriker. Sein Spezialgebiet war die chinesische Kunstgeschichte.

## Leben
Er schloss sein Studium an der University of California in Berkeley mit einem Bachelor ab und erwarb 1952 und 1958 einen Master und einen Doktortitel in Kunstgeschichte an der University of Michigan, Ann Arbor, bei Max Loehr und arbeitete später mit dem schwedischen Gelehrten Osvald Sirén zusammen. Nach seiner Rückkehr in die Vereinigten Staaten arbeitete er als Kurator an der Freer Gallery of Art in Washington und als Professor für Kunstgeschichte an der University of California, Berkeley. Er verfasste einige Vorworte zu Büchern des chinesisch-amerikanischen Malers und Kunstsammlers Chi Chien Wang.

## Publikationen (Auswahl)
- Chinesische Malerei. Genf 1960 (Die Kunstschätze Asiens)
- Chinesische Malerei 11.–14. Jahrhundert. Hannover 1961
- The Art of Sung China. New York 1962
- Hills beyond a River: Chinese Painting of the Yuan Dynasty, 1279–1368. New York 1976
- An Index of Early Chinese Painters and Paintings: Tang, Song, and Yuan. Berkeley: University of California Press, 1980
- The Painter’s Practice. How Artists Lived and Worked in Traditional China.  New York, Columbia University Press, 1994, ISBN 978-0-231-08181-8
- Yang Xin, Richard M. Barnhart, Nie Chongzheng, James Cahill, Lang Shaojun, Wu Hung (trad. Nadine Perront): Trois mille ans de peinture chinoise. Éditions Philippe Picquier, 1997

Ein vollständigeres Verzeichnis seiner Publikationen liefert eine Bibliographie.